# Coupe de France 1959/60
Het seizoen 1959/60 was het 43e seizoen van de Coupe de France in het voetbal. Het toernooi werd georganiseerd door de Franse voetbalbond.
Dit seizoen namen er 1187 clubs deel. De competitie ging in de zomer van 1959 van start en eindigde op 15 mei 1960 met de finale in het Stade Olympique Yves-du-Manoir in Colombes. De finale werd gespeeld tussen AS Monaco en AS Saint-Étienne (beide clubs waren voor de eerste keer finalist). AS Monaco veroverde de beker door AS Saint-Étienne met 4-2, na verlenging, te verslaan.

## Uitslagen

### 1/32 finale
De wedstrijden werden op 24 januari gespeeld, de beslissingswedstrijden op 28 januari. De 20 clubs van de Division 1 kwamen in deze ronde voor het eerst in actie.
| Winnaar            | Uitslag     | Verliezer                    |
| ------------------ | ----------- | ---------------------------- |
| AS Monaco          | 2-1 nv      | FC Annecy                    |
| AS Saint-Étienne   | 9-0         | FC Montauban                 |
| Stade Reims        | 4-0         | CS Blénod                    |
| Le Havre AC        | 7-2         | Stade Saint-Brieuc           |
| OGC Nice           | 5-3         | FC Gueugnon                  |
| Lille OSC          | 2-0         | US Valenciennes-Anzin        |
| FC Sète            | 1-0         | AS Béziers                   |
| AS Cannes          | 1-0         | AGS Mascara (Algerije)       |
| US Forbach         | 0-0 nv; 4-1 | FC Metz                      |
| Stade Rennes       | 2-1         | CA Montreuil                 |
| Olympique Nîmes    | 2-1         | US Blanzy-Montceau           |
| Red Star Olympique | 2-2 nv; 2-0 | Girondins Bordeaux           |
| SCO Angers         | 4-0         | US Saint-Malo                |
| AS Gardanne        | 5-2 nv      | US Saint-Georges-Les Ancizes |
| Limoges FC         | 5-1         | Stade Brest                  |
| Stade Français     | 5-1         | CA Vitry                     |

| Winnaar             | Uitslag | Verliezer                        |
| ------------------- | ------- | -------------------------------- |
| Olympique Lyon      | 4-0     | FC Sochaux                       |
| Olympique Marseille | 1-0     | Olympique Alès                   |
| FC Rouen            | 5-0     | AS Cherbourg-Stella              |
| RC Strasbourg       | 4-3     | AS Aulnoye                       |
| UA Sedan Torcy      | 3-1     | AS Troyes-Savinienne             |
| Sporting Toulon     | 4-0     | ESCN La Ciotat                   |
| RC Paris            | 10-0    | AS Giraumont                     |
| US Boulogne         | 3-0     | FC Nantes                        |
| RC Lens             | 2-0     | SM Caen                          |
| AS Hautmont         | 2-1     | ES Bully                         |
| Olympique Saumur    | 3-2 nv  | RC Arras                         |
| SO Montpellier      | 3-2 nv  | ESA Brive                        |
| FC Grenoble         | 1-0     | US Faucigny                      |
| Toulouse FC         | 2-0     | Combelle-Charbonnier Association |
| FC Nancy            | 2-0     | AC Cambrai                       |
| AAJ Blois           | 3-0     | Arago Sport Orléans              |

### 1/16 finale
De wedstrijden werden op 14 februari gespeeld.
| Winnaar          | Uitslag | Verliezer           |
| ---------------- | ------- | ------------------- |
| AS Monaco        | 2-1 nv  | Olympique Lyon      |
| AS Saint-Étienne | 3-2 nv  | Olympique Marseille |
| Stade Reims      | 3-2     | FC Rouen            |
| Le Havre AC      | 2-1 nv  | RC Strasbourg       |
| OGC Nice         | 4-2     | UA Sedan Torcy      |
| Lille OSC        | 2-0     | Sporting Toulon     |
| FC Sète          | 2-0     | RC Paris            |
| AS Cannes        | 2-1     | US Boulogne         |

| Winnaar            | Uitslag | Verliezer        |
| ------------------ | ------- | ---------------- |
| US Forbach         | 4-1     | RC Lens          |
| Stade Rennes       | 2-1     | AS Hautmont      |
| Olympique Nîmes    | 8-0     | Olympique Saumur |
| Red Star Olympique | 3-0     | SO Montpellier   |
| SCO Angers         | 3-0     | FC Grenoble      |
| AS Gardanne        | 3-2     | Toulouse FC      |
| Limoges FC         | 2-1     | FC Nancy         |
| Stade Français     | 6-1     | AAJ Blois        |

### 1/8 finale
De wedstrijden werden op 6 maart gespeeld.
| Winnaar          | Uitslag | Verliezer          |
| ---------------- | ------- | ------------------ |
| AS Monaco        | 3-2 nv  | US Forbach         |
| AS Saint-Étienne | 2-1     | Stade Rennes       |
| Stade Reims      | 3-2     | Olympique Nîmes    |
| Le Havre AC      | 2-1     | Red Star Olympique |

| Winnaar   | Uitslag | Verliezer      |
| --------- | ------- | -------------- |
| OGC Nice  | 3-0     | SCO Angers     |
| Lille OSC | 2-1     | AS Gardanne    |
| FC Sète   | 3-1     | Limoges FC     |
| AS Cannes | 3-2     | Stade Français |

### Kwartfinale
De wedstrijden werden op 3 april gespeeld.
| Winnaar          | Uitslag | Verliezer |
| ---------------- | ------- | --------- |
| AS Monaco        | 3-1     | OGC Nice  |
| AS Saint-Étienne | 3-1     | Lille OSC |
| Stade Reims      | 1-0 nv  | FC Sète   |
| Le Havre AC      | 4-2     | AS Cannes |

### Halve finale
De wedstrijden werden op 24 april gespeeld.
| Winnaar          | Uitslag | Verliezer   |
| ---------------- | ------- | ----------- |
| AS Monaco        | 2-1     | Stade Reims |
| AS Saint-Étienne | 3-2     | Le Havre AC |

### Finale
De wedstrijd werd op 15 mei 1960 gespeeld in het Stade Olympique Yves-du-Manoir in Colombes voor 38.298 toeschouwers. De wedstrijd stond onder leiding van scheidsrechter Marcel Lequesne.
| Winnaar                                                            | Uitslag | Finalist                         |
| ------------------------------------------------------------------ | ------- | -------------------------------- |
| AS Monaco                                                          | 4-2 nv  | AS Saint-Étienne                 |
| Serge Roy 5' Henri Biancheri 88' François Ludo 103' Serge Roy 114' |         | 43' Ginès Liron 86' René Domingo |

1917/18 · 1918/19 · 1919/20 · 1920/21 · 1921/22 · 1922/23 · 1923/24 · 1924/25 · 1925/26 · 1926/27 · 1927/28 · 1928/29 · 1929/30 · 1930/31 · 1931/32 · 1932/33 · 1933/34 · 1934/35 · 1935/36 · 1936/37 · 1937/38 · 1938/39 · 1939/40 · 1940/41 · 1941/42 · 1942/43 · 1943/44 · 1944/45 · 1945/46 · 1946/47 · 1947/48 · 1948/49 · 1949/50 · 1950/51 · 1951/52 · 1952/53 · 1953/54 · 1954/55 · 1955/56 · 1956/57 · 1957/58 · 1958/59 · 1959/60 · 1960/61 · 1961/62 · 1962/63 · 1963/64 · 1964/65 · 1965/66 · 1966/67 · 1967/68 · 1968/69 · 1969/70 · 1970/71 · 1971/72 · 1972/73 · 1973/74 · 1974/75 · 1975/76 · 1976/77 · 1977/78 · 1978/79 · 1979/80 · 1980/81 · 1981/82 · 1982/83 · 1983/84 · 1984/85 · 1985/86 · 1986/87 · 1987/88 · 1988/89 · 1989/90 · 1990/91 · 1991/92 · 1992/93 · 1993/94 · 1994/95 · 1995/96 · 1996/97 · 1997/98 · 1998/99 · 1999/00 · 2000/01 · 2001/02 · 2002/03 · 2003/04 · 2004/05 · 2005/06 · 2006/07 · 2007/08 · 2008/09 · 2009/10 · 2010/11 · 2011/12 · 2012/13 · 2013/14 · 2014/15 · 2015/16 · 2016/17 · 2017/18 · 2018/19 · 2019/20 · 2020/21 · 
2021/22 · 2022/23 · 2023/24 · 2024/25 ·